# Исаев, Савва Исаевич
Савва (Савелий) Исаевич Исаев (1725—1799/1800) — протоиерей Русской православной церкви; духовник Екатерины II, Павла І и Марии Фёдоровны; член Академии Российской.

## Биография
Савва Исаев родился 13(24) января 1725 года в селе Котельском (ныне Котлы) Ямбургского уезда Санкт-Петербургской губернии Российской империи в семье местного пономаря. 

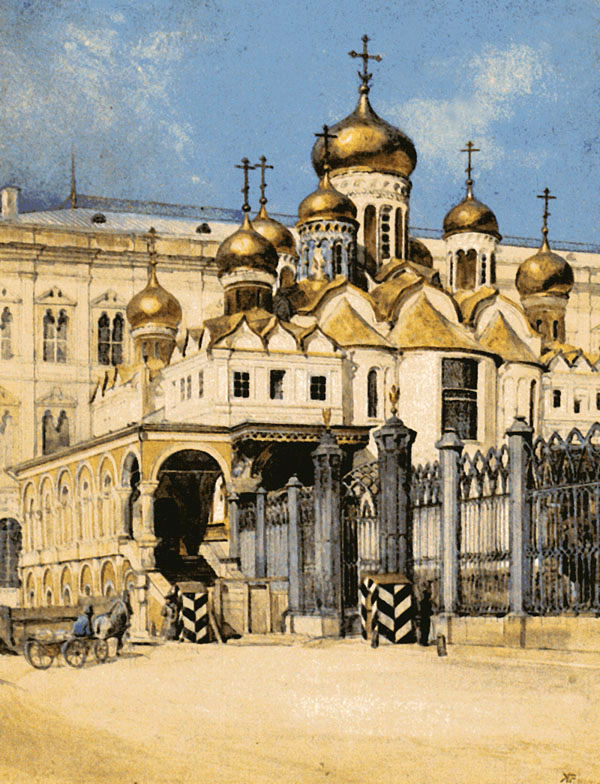
Московский Благовещенский собор

В 1753 году, по окончании четырёхлетнего курса обучения в Санкт-Петербургской Славяно-греко-латинской семинарии, Савва Исаевич Исаев был рукоположен в сан священника, а в 1768 году был помещён к придворной церкви. 
В 1783 году по предложению митрополита Гавриила, С. И. Исаев был избран членом Российской Академии для участия в «Словаре», без баллотировки, «по известному в российском языке знанию». Отец Савва собрал слова на букву «H» и делал замечания и дополнения к аналогической росписи слов. К 1794 году Исаев был уже старшим придворным священником.
14 января 1795 года Исаев крестил Великую княжну Анну Павловну, а 6 июля 1796 года - Великого князя Николая Павловича.
11 февраля 1795 года, после смерти протоиерея Ивана Ивановича Панфилова, российская императрица Екатерина II Алексеевна избрала Савву Исаевича Исаева духовником себе и цесаревичу Павлу Петровичу, причем отец Савва назначен был присутствовать в Священном Синоде и протоиереем Московского Благовещенского собора. Позднее он также стал духовником Марии Фёдоровны — жены Павла Первого.
Немедленно по воцарении Павла І, Савву Исаевича Исаева велено было допросить, не было ли ему приказано узнать на исповеди о намерениях Великого князя и не думает ли он, что о чем-нибудь проговорился? После допроса он был отстранён, хотя и с сохранением денежного содержания в размере 6 тысяч рублей в год — весьма значительная по тем временам сумма.
Савва Исаевич Исаев умер 31 декабря 1799 (11 января 1800) года  и был похоронен на Лазаревском кладбище Александро-Невской лавры.